# 蒐屍魔前傳
《蒐屍魔前傳》(The Collector)，又譯《夜魔》，是一部2009年美國恐怖電影。該片原作為奪魂鋸系列的前傳，片名為The Midnight Man，後因製片人否決而成為獨立作品。續集電影《蒐屍魔》於2012年上映。

## 劇情簡介
阿金是一名有前科的窗戶裝修工，因為負債累累不得不借了高利貸，面臨討債人的追討，阿金的妻子本想帶著兩人的女兒一起逃亡躲債，不甘心的阿金想到這幾天幫一名富商家裝潢時發現富商的秘密保險箱，內藏一顆價格高昂的寶石，於是找上黑道老大，用不怕死的氣魄逼黑道老大在他偷到寶石來變賣時和他六四分帳，但前往富商家行竊時卻發覺房子已被一名神秘的殺人魔給改造，四處都是致命的陷阱，自己和富商一家都已成為殺人魔的獵物……

## 角色
- 喬許·史都華 飾 阿金（Arkin O'Brien）
- Michael Reilly Burke 飾 Michael Chase
- Andrea Roth 飾 Victoria Chase
- Juan Fernández 飾 蒐屍魔（The Collector）
- Karley Scott Collins 飾 Hannah Chase
- Daniella Alonso 飾 Lisa
- Haley Pullos 飾 Cindy
- William Prael 飾 Larry Wharton
- Diane Ayala Goldner 飾 Gena Wharton
- Alex Feldman 飾 Chad
- Madeline Zima 飾 Jill Chase
- Robert Wisdom 飾 Roy

## 外部連結
- 互联网电影数据库（IMDb）上《搜屍魔前傳》的资料（英文）